# ピエロ・デ・パルマ
ピエロ・デ・パルマ（Piero De Palma, 1925年（1924年説もあり） - 2013年4月5日）は、イタリア南部のバーリ近郊のモルフェッタ出身のテノール歌手。日本では長らく1916年生まれとされ、詳細なキャリアは不明とされていたが、1950年代から1990年代の長きにわたり、主に脇役テノールとして、数多くのライヴ録音、スタジオ録音を遺した。

## 生涯
合唱団員としてデビュー後、1948年にイタリア放送協会でソロ歌手としてのキャリアを開始する。歌劇場でのデビューは、1952年のサン・カルロ劇場とされるが、前年の1951年7月には、ローマで行われたデッカのテバルディの最初の『ラ・ボエーム』録音に参加している。以後、1992年のメトロポリタン歌劇場でのレヴァイン指揮の『ファルスタッフ』まで40年以上、70を超える作品で、200以上の録音を遺している。中でも、『トスカ』のスポレッタ役は、1950年から1992年まで16種類の録音があり、中にはマゼール指揮のドイツ語での抜粋録音も含まれるなど、脇役テノールの代名詞的存在であった。日本でも、1976年の第8次NHKイタリア歌劇団公演で、『道化師』と『アドリアーナ・ルクヴルール』を歌っている。
脇役テノールとしては、1950年代からアンジェロ・メルクリアーリ、レナート・エルコラーニなどが活躍していたが、デ・パルマは、その美声とテクニックで、同僚達を明らかに上回っていた。主役級の役としては、レオンティン・プライスと『ドン・ジョヴァンニ』の"Don Ottavio, son morta! Or sai chi l'oncore"の二重唱をRCAに録音している。代表的な録音としては、『道化師』でのベッペ役が挙げられる。デル・モナコと共演した2種類のスタジオ録音に加えて、1952年のジーリとの共演や、1976年の日本でのNHKイタリア歌劇団公演でのドミンゴとの共演など、「おお、コロンビーナ」の名唱で、主役を食うほどの存在感を見せた。他にもデッカへの『マノン・レスコー』でのエドモント、『オテッロ』でのカッシオは、その際立った美声による瑞々しい歌唱が印象深い。1980年代以降も、カラヤン、コリン・デイヴィス、レヴァイン指揮の『ファルスタッフ』や、ショルティやムーティ指揮の『トスカ』の録音に出演するなど、健在ぶりを示した。